# Grup de la carnotita
El grup de la carnotita és un grup de minerals d'urani associats entre sí químicament i estructuralment. El membre més comú i conegut del grup és la carnotita.

## Propietats químiques
Els minerals d'aquest grup són vanadats hidratats d'uranil i un metall, generalment alcalí o alcalinoterri. La seva fórmula general és A(UO₂)₂(VO₄)₂·nH₂0, on n = 3 o 6 (amb algunes excepcions) i "A" és un metall. Existeix una àmplia substitució d'ions metàl·lics, especialment entre metalls alcalins-alcalinoterris i viceversa.
A diferència dels fosfats i arsenats hidratats d'uranil, aquests compostos tendeixen a ser més estables. Gran part de l'aigua de les seves molècules és zeolítica, és a dir, en perdre-la parcialment no es produeix la destrucció de la molècula, a diferència dels minerals de grup de l'autunita, per exemple. No posseeixen productes de deshidratació a excepció de la Tiuiamunita (que passa a metatiuiamunita). La majoria reacciona a l'àcid clorhídric produint un anell castany (prova de vanadat).

## Propietats físiques
Els minerals d'aquest grup cristal·litzen en els sistemes ortoròmbic i monoclínic. Com la gran majoria dels minerals amb ió uranil, són de colors que van des de groc a verd groguenc, i verd quan contenen coure. No presenten fluorescència o aquesta és molt feble, igual que la majoria dels silicats d'uranil, la qual cosa els diferencia notablement d'altres compostos d'urani. Òpticament són biaxials (-).

## Ocurrència
Aquests minerals són secundaris, que s'originen a la zona d'oxidació dels jaciments d'urani-vanadi o urani-polimetàl·lics. La carnotita i la tiuiamunita són dels minerals secundaris d'urani més comuns i abundants, sent d'àmplia distribució.

## Minerals del grup
El grup de la carnotita està format per vuit espècies minerals: carnotita, margaritasita, metatiuiamunita, metavanuralita, sengierita, strelkinita, tiuiamunita i vanuralita.

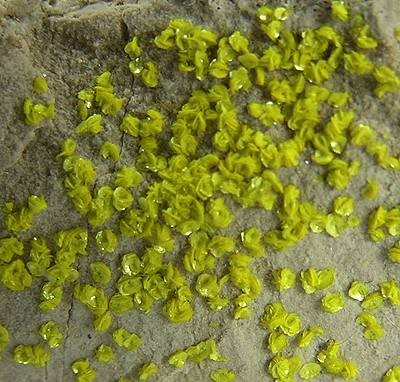
Tyuyamunita, un altre dels minerals més comuns d'aquest grup.

| Nom             | Fórmula                     | Cristal·lització |
| --------------- | --------------------------- | ---------------- |
| Carnotita       | K₂(UO₂)₂(VO₄)₂·3H₂O         | monoclínic       |
| Margaritasita   | (Cs,K,H₃O)₂(UO₂)₂(VO₄)₂·H₂O | monoclínic       |
| Metatiuiamunita | Ca(UO₂)₂(VO₄)₂·3H₂O         | ortoròmbic       |
| Metavanuralita  | Al(UO₂)₂(VO₄)₂(OH)·8H₂O     | triclínic        |
| Sengierita      | Cu₂(UO₂)₂(VO₄)₂·6H₂O        | monoclínic       |
| Strelkinita     | Na₂(UO₂)₂(VO₄)₂·6H₂O        | ortoròmbic       |
| Tiuiamunita     | Ca(UO₂)₂(VO₄)₂·5-8H₂O       | ortoròmbic       |
| Vanuralita      | Al(UO₂)₂(V₂O₈)(OH)·11H₂O    | monoclínic       |